# Élections législatives de 1981 dans le Puy-de-Dôme
Les élections législatives françaises de 1981 dans le Puy-de-Dôme se déroulent les 14 et 21 juin 1981.

## Élus
| Circonscription | Député sortant    | Parti | Parti    | Député élu ou réélu | Parti | Parti    |
| --------------- | ----------------- | ----- | -------- | ------------------- | ----- | -------- |
| 1re             | Maurice Pourchon  |       | PS       | Maurice Pourchon    |       | PS       |
| 2e              | Jean Morellon     |       | UDF (PR) | Claude Wolff        |       | UDF (PR) |
| 3e              | Jacques Lavédrine |       | PS       | Jacques Lavédrine   |       | PS       |
| 4e              | René Barnérias    |       | UDF (PR) | Maurice Adevah-Pœuf |       | PS       |
| 5e              | Edmond Vacant     |       | PS       | Edmond Vacant       |       | PS       |

## Positionnement des partis
La majorité sortante UDF-RPR-CNIP se présente sous le sigle « Union pour la nouvelle majorité », le Parti socialiste unifié sous l'étiquette « Alternative 81 ».

## Résultats

### Résultats à l'échelle du département
| Parti          | Parti                              | Premier tour | Premier tour | Second tour | Second tour | Sièges |
| Parti          | Parti                              | Voix         | %            | Voix        | %           | Sièges |
| -------------- | ---------------------------------- | ------------ | ------------ | ----------- | ----------- | ------ |
|                | Parti socialiste                   | 126 984      | 46,55        | 65 903      | 59,32       | 4      |
|                | Parti communiste français          | 31 116       | 11,41        |             |             | 0      |
|                | Mouvement des radicaux de gauche   | 991          | 0,36         | 0           |             |        |
|                | Majorité présidentielle            | 159 091      | 58,32        | 65 903      | 59,32       | 4      |
|                |                                    |              |              |             |             |        |
|                | Union pour la démocratie française | 91 804       | 33,66        | 45 191      | 40,68       | 1      |
|                | Rassemblement pour la République   | 15 270       | 5,60         |             |             | 0      |
|                | Divers droite                      | 4            | 0,00         | 0           |             |        |
|                | Union pour la nouvelle majorité    | 107 078      | 39,25        | 45 191      | 40,68       | 1      |
|                |                                    |              |              |             |             |        |
|                | Extrême gauche                     | 3 788        | 1,39         |             |             | 0      |
|                | Divers écologiste                  | 1 226        | 0,45         | 0           |             |        |
|                | Parti socialiste unifié            | 1 134        | 0,42         | 0           |             |        |
|                | Front national                     | 460          | 0,17         | 0           |             |        |
|                |                                    |              |              |             |             |        |
| Inscrits       | Inscrits                           | 388 081      | 100,00       | 142 206     | 100,00      | 5      |
| Abstentions    | Abstentions                        | 110 903      | 28,58        | 29 154      | 20,5        |        |
| Votants        | Votants                            | 277 178      | 71,42        | 113 052     | 79,5        |        |
| Blancs et nuls | Blancs et nuls                     | 4 401        | 1,59         | 1 958       | 1,73        |        |
| Exprimés       | Exprimés                           | 272 777      | 98,41        | 111 094     | 98,27       |        |

### Résultats par circonscription

#### Première circonscription (Clermont-Ferrand Plaine)
|                | Maurice Pourchon sortant réélu | PS             | 36 789  | 52,25  |  |  |  |
|                | Gilles-Jean Portejoie          | UDF (Rad)      | 22 420  | 31,84  |  |  |  |
|                | Monique Perrier                | PCF            | 8 511   | 12,09  |  |  |  |
|                | Monique Deydier                | PSU            | 1 134   | 1,61   |  |  |  |
|                | Daniel Séguy                   | LO             | 782     | 1,11   |  |  |  |
|                | Alain Laffont                  | LCR            | 776     | 1,10   |  |  |  |
|                |                                |                |         |        |  |  |  |
| Inscrits       | Inscrits                       | Inscrits       | 106 727 | 100,00 |  |  |  |
| Abstentions    | Abstentions                    | Abstentions    | 34 969  | 32,76  |  |  |  |
| Votants        | Votants                        | Votants        | 71 758  | 67,24  |  |  |  |
| Blancs et nuls | Blancs et nuls                 | Blancs et nuls | 1 346   | 1,88   |  |  |  |
| Exprimés       | Exprimés                       | Exprimés       | 70 412  | 98,12  |  |  |  |

#### Deuxième circonscription (Clermont-Ferrand Montagne)
|                | Claude Wolff élu     | UDF (PR)          | 28 512 | 51,91  |  |  |  |
|                | Serge Godard         | PS                | 19 008 | 34,60  |  |  |  |
|                | Jean Nicolas         | PCF               | 4 183  | 7,62   |  |  |  |
|                | B. Richard           | Divers écologiste | 1 226  | 2,23   |  |  |  |
|                | Jean-Yves Gouttebel  | MRG               | 991    | 1,80   |  |  |  |
|                | Claude Dufour        | LO                | 551    | 1,00   |  |  |  |
|                | Jean-Claude Waterlot | FN                | 460    | 0,84   |  |  |  |
|                |                      |                   |        |        |  |  |  |
| Inscrits       | Inscrits             | Inscrits          | 75 911 | 100,00 |  |  |  |
| Abstentions    | Abstentions          | Abstentions       | 20 439 | 26,92  |  |  |  |
| Votants        | Votants              | Votants           | 55 472 | 73,08  |  |  |  |
| Blancs et nuls | Blancs et nuls       | Blancs et nuls    | 541    | 0,98   |  |  |  |
| Exprimés       | Exprimés             | Exprimés          | 54 931 | 99,02  |  |  |  |

#### Troisième circonscription (Issoire)
|                | Jacques Lavédrine sortant réélu | PS             | 22 392 | 50,78  |  |  |  |
|                | Pierre Pascallon                | RPR (UNM)      | 15 270 | 34,63  |  |  |  |
|                | Daniel Mialon                   | PCF            | 5 634  | 12,78  |  |  |  |
|                | Marie-Christine Bourry          | LO             | 800    | 1,81   |  |  |  |
|                | J.-P. Pradier                   | Divers droite  | 4      | 0,01   |  |  |  |
|                |                                 |                |        |        |  |  |  |
| Inscrits       | Inscrits                        | Inscrits       | 63 209 | 100,00 |  |  |  |
| Abstentions    | Abstentions                     | Abstentions    | 18 469 | 29,22  |  |  |  |
| Votants        | Votants                         | Votants        | 44 740 | 70,78  |  |  |  |
| Blancs et nuls | Blancs et nuls                  | Blancs et nuls | 640    | 1,43   |  |  |  |
| Exprimés       | Exprimés                        | Exprimés       | 44 100 | 98,57  |  |  |  |

#### Quatrième circonscription (Thiers - Ambert)
| Candidat       | Candidat                | Parti          | Premier tour | Premier tour | Second tour | Second tour |  |
| Candidat       | Candidat                | Parti          | Voix         | %            | Voix        | %           |  |
| -------------- | ----------------------- | -------------- | ------------ | ------------ | ----------- | ----------- |  |
|                | Maurice Adevah-Pœuf élu | PS             | 21 910       | 46,15        | 30 585      | 59,32       |  |
|                | Michel Debatisse        | UDF (PR)       | 19 073       | 40,17        | 20 971      | 40,68       |  |
|                | André Chassaigne        | PCF            | 5 613        | 11,82        |             |             |  |
|                | Gérard Aubry            | LO             | 879          | 1,85         |             |             |  |
|                |                         |                |              |              |             |             |  |
| Inscrits       | Inscrits                | Inscrits       | 66 332       | 100,00       | 66 316      | 100,00      |  |
| Abstentions    | Abstentions             | Abstentions    | 17 734       | 26,74        | 13 621      | 20,54       |  |
| Votants        | Votants                 | Votants        | 48 598       | 73,26        | 52 695      | 79,46       |  |
| Blancs et nuls | Blancs et nuls          | Blancs et nuls | 1 123        | 2,31         | 1 139       | 2,16        |  |
| Exprimés       | Exprimés                | Exprimés       | 47 475       | 97,69        | 51 556      | 97,84       |  |

#### Cinquième circonscription (Riom)
| Candidat       | Candidat                    | Parti          | Premier tour | Premier tour | Second tour | Second tour |  |
| Candidat       | Candidat                    | Parti          | Voix         | %            | Voix        | %           |  |
| -------------- | --------------------------- | -------------- | ------------ | ------------ | ----------- | ----------- |  |
|                | Edmond Vacant sortant réélu | PS             | 26 885       | 48,13        | 35 318      | 59,32       |  |
|                | Claude Liebermann           | UDF (CDS)      | 21 799       | 39,03        | 24 220      | 40,68       |  |
|                | Jean-Claude Jacob           | PCF            | 7 175        | 12,84        |             |             |  |
|                |                             |                |              |              |             |             |  |
| Inscrits       | Inscrits                    | Inscrits       | 75 902       | 100,00       | 75 890      | 100,00      |  |
| Abstentions    | Abstentions                 | Abstentions    | 19 292       | 25,42        | 15 533      | 20,47       |  |
| Votants        | Votants                     | Votants        | 56 610       | 74,58        | 60 357      | 79,53       |  |
| Blancs et nuls | Blancs et nuls              | Blancs et nuls | 751          | 1,33         | 819         | 1,36        |  |
| Exprimés       | Exprimés                    | Exprimés       | 55 859       | 98,67        | 59 538      | 98,64       |  |